# آرثر لويس (لاعب اتحاد الرغبي)
آرثر لويس (بالإنجليزية: Arthur Lewis)‏ هو لاعب اتحاد الرغبي بريطاني، ولد في 26 سبتمبر 1941 في ويلز في المملكة المتحدة.

## وصلات خارجية
- آرثر لويس عل موقع إسبنسكروم (الإنجليزية)